# キリマンジャロ (コーヒー)
キリマンジャロ（英：Kilimanjaro）は、キリマンジャロ山域、タンザニア北部、ケニア国境近くのモシ地方で栽培収穫された果実から加工生産したコーヒー豆のブランド。現在では、タンザニア産コーヒー豆の全てを指すブランドとなっている。

## 概要
タンザニアのキリマンジャロ山の麓の町、モシやアルーシャ近くの、標高1,500mから2,500m付近のプランテーションで栽培されている。コーヒーノキの品種としてはアラビカ種である。果実から加工生産した生豆は緑灰色で大粒という特徴を有している。この豆のコーヒーは強い酸味と花のような甘い香りを持つ。
農産物の輸出が全体の7割（2000年現在）を占めるタンザニアにあって、貴重な外貨獲得源となっている。ただ、大部分の農園がプランテーションとなっており、農園主と使用人の貧富の格差の原因になっている。現在は、タンザニアコーヒー協会(Coffee Authority of Tanzania、CAT)が生産・販売等の全てを取り仕切っている。
ブランド名として、キリマンジャロの認知度は高い。しかし、タンザニア全域の収穫量を合わせても全世界の収穫量は1％程度である。

## 歴史
1890年代、東アフリカを植民地としていたドイツがコーヒーノキの栽培を目論んでいた。最初は、東ウサンバアにレユニオン島から苗木を持ち込み栽培を目的とするプランテーション経営を始めた。しかし雨が多い地域で栽培は難航。さらに労働者不足が深刻であり、生育したコーヒー果実を採取することができなかったほどと伝わっている。原因としては、奴隷貿易の影響（当時はすでに廃止されていた）、すでに他の農産物の生産が順調に推移していたことが挙げられる。
キリマンジャロに最初にコーヒーノキを持ち込んだのは、ギリシャ人と言われている。東ウサンバアでのコーヒーノキ栽培に失敗すると、ドイツ人やイギリス人がこぞってキリマンジャロ山域にプランテーションを開拓した。1914年ごろには、100のプランテーションで200万本のコーヒーノキが栽培されるまでになった。
しかし、当時はブランド価値がなく、一旦イエメンに運ばれた後、モカのブランドでヨーロッパに運ばれていた。

## 日本のコーヒー市場におけるキリマンジャロ
キリマンジャロ地区は、タンザニア国内でも有数の高品質コーヒー豆の生産地であるが、必ずしも世界的に人気がある銘柄とは言えない。日本でキリマンジャロがブランドとして認識されるようになったのは、ヘミングウェイ原作の『キリマンジャロの雪』（1953年日本公開）がきっかけであると言われている。その結果日本はドイツに次いで、タンザニア産のコーヒー豆を輸入するようになった。現在、モカ、ブルーマウンテンにつぐ人気を誇る銘柄に成長した。かつてはブルーマウンテン同様「英国王室御用達」という売り文句で販売されていた。
1993年に実施された「レギュラーコーヒー及びインスタントコーヒーの表示に関する公正競争規約」によれば、「キリマンジャロ」というブランドは、キリマンジャロ州やモシ州など北部産のコーヒー豆だけではなく、タンザニア産すべての水洗式アラビカ種コーヒー豆も利用することができる。結果、北部産はストレート用のプレミアコーヒー用として、タンザニア南部（ムベヤ州・ソンゲア州）で生産された水洗式アラビカ種が缶コーヒー用に多く輸入されている。ただしタンザニア産アラビカ種であってもブコバなどで生産されている無洗の豆はキリマンジャロと名づけることはできない。
また、低農薬・無農薬栽培を可能にするための品種改良が現在行われているが、そのためにロブスタ種との交配が試みられている。このハイブリッド種について規定が在るわけではない。
喫茶店やコーヒー愛好家の間ではキリマンと略して呼ばれる事がある。